# 문수초등학교 (경북)
문수초등학교는 대한민국 경상북도 영주시 문수면 적동리에 있는 공립 초등학교이다.

## 학교 연혁
- 1935년 12월 12일: 문수공립보통학교 개교(월호리 1354, 설립인가 11월 16일)
- 1938년 4월 1일: 문수공립심상소학교로 개칭
- 1941년 4월 1일: 문수공립국민학교로 개칭
- 1943년 5월 1일: 적동국민학교 개교(적동리 319)
- 1955년 4월 12일: 문수남부국민학교 개교(조제리 536-3)
- 1959년 6월 15일: 문수중부국민학교로 개명
- 1994년 3월 1일: 문수남부초등학교 통합
- 1996년 3월 1일: 문수중부초등학교로 개칭
- 1999년 9월 1일: 문수초등학교, 문수중부초등학교 통합
- 2000년 3월 1일: 현재 교명으로 변경 (문수초등학교)

## 참고 자료
- 문수초등학교 - 한국교육학술정보원 학교알리미